# 兴隆镇 (友谊县)
兴隆镇，是中华人民共和国黑龙江省双鸭山市友谊县下辖的一个乡镇级行政单位。

## 行政区划
兴隆镇下辖以下地区：
兴隆村、爱林村、利华村、邹集村、和发村、猴石村、青年庄村、平安村和四马架村。